# USS Anthony (DD-172)
USS Anthony (DD–172) là một tàu khu trục thuộc lớp Wickes của Hải quân Hoa Kỳ trong giai đoạn Chiến tranh Thế giới thứ nhất, sau được cải biến thành tàu rải mìn DM-12, hoạt động cho đến năm 1922 và bị loại bỏ năm 1936. Nó là chiếc tàu chiến đầu tiên của Hải quân Hoa Kỳ được đặt tên theo Thượng sĩ Thủy quân Lục chiến William Anthony (1853-1899).

## Thiết kế và chế tạo
Anthony được đặt lườn vào ngày 18 tháng 4 năm 1918 tại xưởng tàu của hãng Union Iron Works ở San Francisco, California. Nó được hạ thủy vào ngày 10 tháng 8 năm 1918, được đỡ đầu bởi cô Grace Heathcote, và được đưa ra hoạt động vào ngày 19 tháng 6 năm 1919 dưới quyền chỉ huy của Hạm trưởng, Trung tá Hải quân D. A. Scott.

## Lịch sử hoạt động
Trình diện để phục vụ cùng Lực lượng Khu trục Thái Bình Dương, Anthony hoạt động dọc theo bờ Tây Hoa Kỳ giữa San Diego, California và Bremerton, Washington cho đến tháng 6 năm 1921. Nó khởi hành từ San Francisco vào ngày 8 tháng 9 năm 1919 để đi Port Angeles, Washington, nơi nó tham gia lễ hội nhân dịp Hạm đội Thái Bình Dương mới thành lập. Chiếc tàu khu trục viếng thăm Victoria, British Columbia vào ngày 11 tháng 9, rồi đưa Bộ trưởng Hải quân Josephus Daniels quay trở lại Bremerton vào ngày 12 tháng 9. Đến ngày 13 tháng 9, nó cùng các con tàu khác của hạm đội tham dự duyệt binh dưới sự thị sát của Tổng thống Woodrow Wilson bên trên thiết giáp hạm USS Oregon (BB-3), và vào ngày 14 tháng 9 dưới sự thị sát của Bộ trưởng Hải quân.
Vào ngày 16 tháng 11 năm 1920 Anthony được xếp lại lớp như một tàu rải mìn với ký hiệu lườn DM-12. Đến tháng 10 năm 1921, nó gia nhập Đội 1 trực thuộc Hải đội Rải mìn 2 và hoạt động tại khu vực Trân Châu Cảng cho đến khi được cho xuất biên chế vào ngày 30 tháng 6 năm 1922. Sau 15 năm bị bỏ không tại Trân Châu Cảng, nó được cho kéo đến San Diego vào năm 1937, được sử dụng như một mục tiêu, và bị đánh đắm tại bờ biển California vào ngày 22 tháng 7 năm 1937.